# Каменнодольск
Каменнодо́льск — посёлок в Большеглушицком районе Самарской области. Входит в состав сельского поселения Южное.

## История
В 1973 году указом Президиума Верховного Совета РСФСР посёлок отделения №6 совхоза «Южный» переименован в Каменнодольск.

## Население
| 2010 |
| ---- |
| 0    |